# Cathédrale Saint-Joseph d'Hartford
Cette  cathédrale n’est pas la seule cathédrale Saint-Joseph.
La cathédrale Saint-Joseph d'Hartford est une cathédrale catholique située aux États-Unis dans l'État du Connecticut, dans la ville de Hartford.

## Historique
Elle a été construite de 1958 à 1962 et remplace une cathédrale de style gothique qui a brûlé en 1956.
Elle abrite le siège de l'archidiocèse de Hartford.
La cathédrale possède un orgue comprenant plus de 8 000 tuyaux et la peinture murale en céramique derrière l'autel est la plus grande du genre au monde.

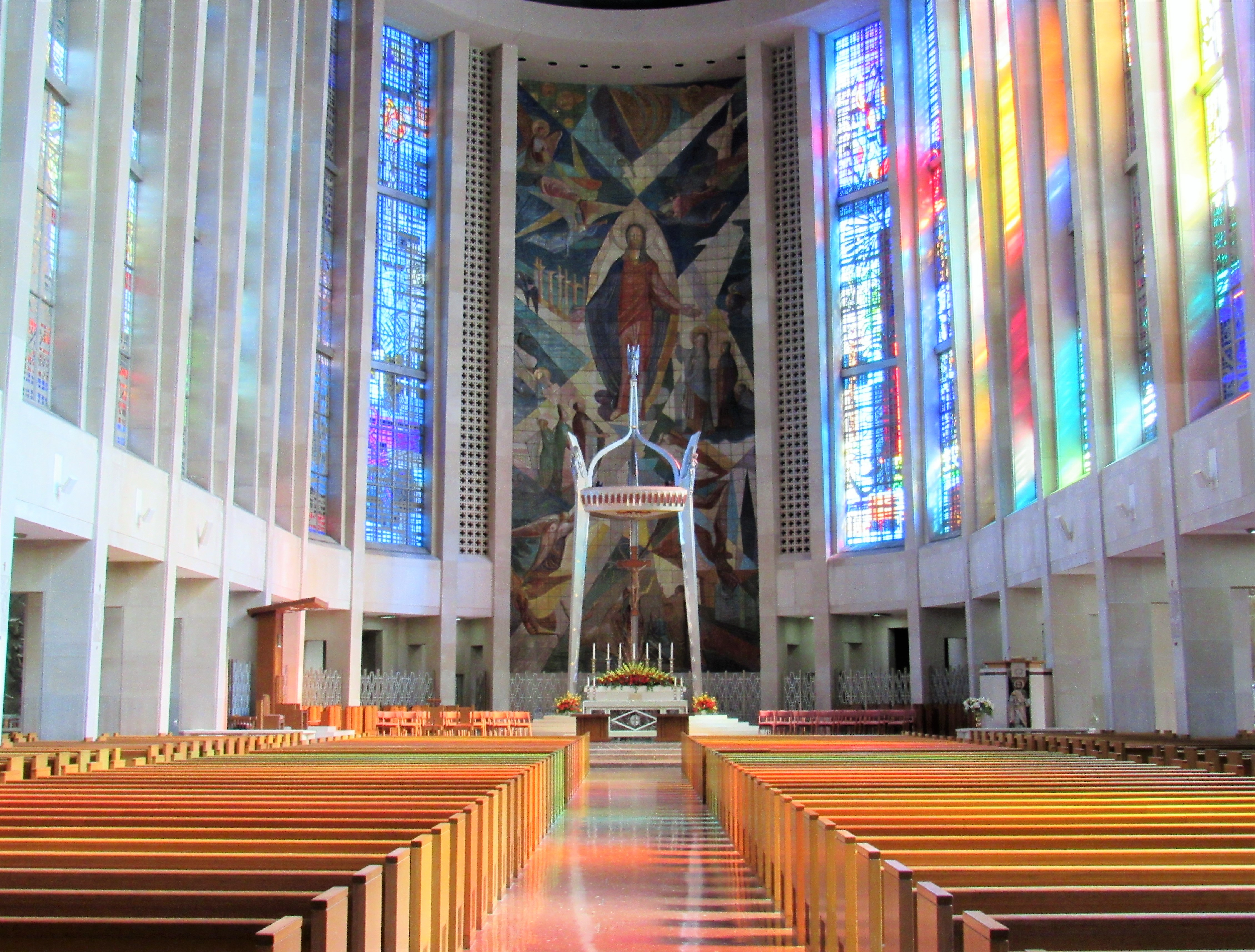
L'intérieur.

La cathédrale est aussi réputée pour ses grands vitraux fabriqués à Paris, rappelant la Sainte-Chapelle.
La structure est en béton coulé armé avec revêtement en calcaire.
La tour centrale comporte douze cloches en bronze fondu dont le poids varie entre 100 kg et 1,7 tonne.
L'architecte est l'agence américaine Eggers & Higgins (en), basée à New York, qui a interprété des thèmes gothiques de façon moderne.

## Dimensions
Les dimensions de l'édifice sont les suivantes :
- hauteur sous voûte : 32,9 m ;
- longueur : 86,6 m ;
- hauteur de la tour centrale : 86,6 m ;
- largeur : 47,5 m.

Le bâtiment peut accueillir 1 750 personnes.